# Aurevoir.
Az Aurevoir. zsámbéki fiatalokból álló ethno-beat zenekar. 2015 márciusában hattagú együttesként kezdték pályafutásukat, a felállás többszöri változását követően jelenleg nyolc zenész alkotja a zenekart. A kezdetektől fogva arra törekedtek, hogy magukat, illetve zenéjüket ne szorítsák szigorúan meghatározott műfaji keretek közé; az ethno-beat mint műfajmegnevezés arra utal, hogy leginkább a Kárpát-medence népzenéje és az angolszász beat-folk hatásai köszönnek vissza dalaikban, e műfajok hatottak leginkább alkotó tevékenységükre, legfőbb példaképeik a táncházmozgalom és a beatmozgalom jeles képviselői. Zenéjükben koncepciózusan jelen van a sokszínűség; ahogyan a magyar, cigány, ír és délszláv népzene motívumai és az 1960-as évek beatzenéje, úgy a francia kávéházi sanzonok világa és a régi reneszánsz, barokk zene egyaránt alapul szolgál dalaikhoz.
A zenekar neve ("a viszontlátásra!") arra enged következtetni, hogy a könnyűzenében a konkrét, egymástól élesen elválasztható stílusok ma már nem figyelhetők meg, a könnyűzenei alkotások egyre inkább ezen stílusok keveredésének eredményeként keletkeznek. Az Aurevoir. elköszön a régi korszaktól, ezzel együtt pedig nyit az új felé, melyben ugyanakkor visszaköszönnek a korábban kialakult zenei stílusok.

## Történet
A zenekar négy tagja (Agócs Márton, Fejér Mihály, Orosz Kristóf és Szűcs Viktor) már a gimnáziumi évek alatt együtt zenélt egy rockegyüttesben, amely később ugyan feloszlott, de a tagok közti ismeretség, barátság továbbra is megmaradt. Az Aurevoir. megalakulása előtt a zenekar jelenlegi frontemberei, Fejér Mihály és Agócs Márton kezdtek újra együtt zenélni, majd Fejér Ágoston is csatlakozott hozzájuk. 
Az Aurevoir. első koncertjét 2015. március 20-án adta a Bem Moziban, a Budapest Open Mic Nights rendezvénysorozat keretében. Eredetileg erre az egy fellépésre csatlakoztak a régebben fennállt rockzenekar tagjai (illetve Szabó Zsolt) a trióhoz, ám a pozitív visszajelzéseknek köszönhetően mindannyian amellett döntöttek, hogy tovább folytatják a közös zenekari munkát. Hattagú zenekarként indultak, Gelencsér Gábor basszusgitáros 2015 májusában csatlakozott az együtteshez a második, Bem Moziban rendezett koncertjüket követően. 
2015-ben részt vettek és második helyezést értek el a Peron Music Alapítvány által rendezett tehetségkutatón. A következő évben a Patina és a Jam For Nature zenei tehetségkutató versenyek első helyezettjei lettek, ezenkívül bekerültek a Szimpla Lemming Program kiemelt zenekarai közé. 
Zenéjük ekkor – az együttes fiatal volta ellenére – már nem csupán Magyarország lakosai számára vált elérhetővé: koncerteket adtak Erdélyben és a Felvidéken, több európai nagyvárosban, mint Berlin vagy Prága. 2017-ben Kínába is eljuttatták az ethno-beat dallamokat; a shanghaji magyar pavilon megnyitóján játszottak.
2017 nyarán jelentették meg bemutatkozó EP-jüket. Az öt dalt tartalmazó kislemez a zenekar alapvető műfaji koncepciójának megfelelően az ethno-beat címet viseli, melyen népdalfeldolgozások mellett Radnóti Miklós Rejtettelek című versének megzenésített változata is helyet kapott, illetve Lackfi János kortárs magyar költővel együttműködve készítették a Kicsi borsó című dalt. Még ugyanebben az évben kerültek a Hangfoglaló Program Induló Előadói Alprogramjának támogatottjai közé, illetve ez év nyarán csatlakozott a zenekarhoz Pestalits Ambrus.
A Hangfoglaló Program induló előadókat felkaroló támogatásával valósították meg első LP-jük, a Kikötő felvételeit. A lemezt a SuperSize Recordingban rögzítették – három különböző teremben egybejátszással, metronóm nélkül, ami visszaadja valamelyest az élőzene szabadságát a hangzásban. Az albumra úgy tekintenek, mint a stílusok és műfajok közötti útkeresés végpontjára, innen is a cím: Kikötő. 
A kilencdalos lemezen a magyar népzenei hatás mellett a régizene, balkáni népzene, ír-angolszász népzene és a - jó értelemben vett - akusztikus popzene jegyei érezhetőek legerősebben. Immáron két lemezük anyagával járják az országot. Nyáron olyan helyeken mutatkoztak be, mint a VOLT Fesztivál, Campus, SZIN, Művészetek Völgye vagy a szerbiai Malomfesztivál.

## Tagok
- Agócs Márton - gitár, ének, duda, ír buzuki
- Fejér Mihály - ének, gitár, mandolin
- Fejér Ágoston - billentyű, tangóharmonika, vokál
- Gelencsér Gábor - basszusgitár
- Cseke Dániel - szaxofon
- Orosz Kristóf - gitár, vokál
- Szűcs Viktor - ütős hangszerek
- Katona Bálint - hegedű

Korábbi tagok:
- Pestalits Ambrus - hegedű
- Újházi Ádám - hegedű
- Szabó Zsolt - viola da gamba

## Diszkográfia
- 2017. ethno-beat
- 2018. Kikötő
- 2019. Forduló
- 2022. Deák Rét